# Батальйон поліції «Миротворець»
Батальйон поліції «Миротворець» —  спецпідрозділ патрульної служби поліції особливого призначення Головного управління Національної поліції в Київській області.

## Історія

### Батальйон МВС «Миротворець»
Створений 9 травня 2014 року у структурі ГУ МВС України в Київській області.

#### Командири
- Тетерук Андрій Анатолійович (травень — листопад 2014)

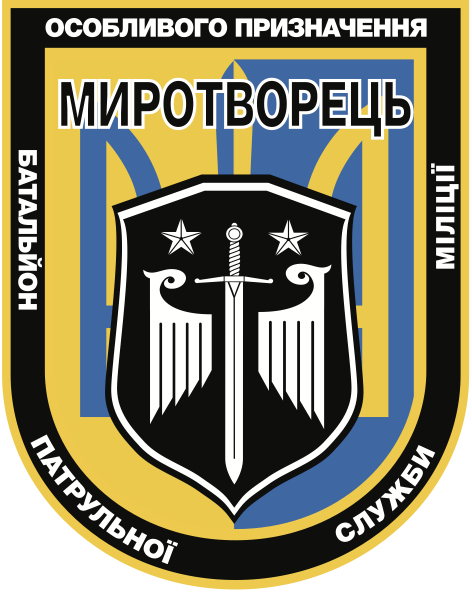
Бахтов Андрій Григорович (жовтень 2014 — червень 2015)   - Варіант емблеми батальйону "Миротворець"
Сформований на підставі рішення Міністерства внутрішніх справ України про формування спеціальних підрозділів міліції з охорони громадського порядку з залученням до них цивільних осіб та людей, які мають досвід військової служби. Батальйон мав забезпечувати охорону правопорядку на території Київської області, а також у районі проведення АТО[4]. Відмінністю батальйону від інших подібних формувань було те, що до нього було запрошено пенсіонерів та ветеранів органів внутрішніх справ та осіб, які проходили службу в миротворчих місіях, готових захищати суверенітет України[3]. До складу батальйону увійшли професійні військові та правоохоронці — ветерани миротворчих місій з великим досвідом участі у закордонних миротворчих операціях. Командиром батальйону призначено полковника міліції Андрія Анатолійовича Тетерука[5]. Місцем дислокації батальйону було визначено Центр спеціальної та фізичної підготовки Національної академії внутрішніх справ[6].

31 травня 2014 року на базі Центру спеціальної та фізичної підготовки Національної академії внутрішніх справ у селищі Віта-Поштова відбулося урочисте приведення бійців батальйону «Миротворець» до присяги на вірність українському народові. На складанні присяги були присутні заступник Міністра внутрішніх справ — керівник апарату Сергій Чеботар, начальник Головного управління МВС України в Київській області Ярослав Голомша та начальник Департаменту кадрового забезпечення МВС України Віктор Слівінський.
Після прийняття присяги, перед відправленням у район проведення АТО на сході України, бійці батальйону пройшли спеціальну підготовку. Основний наголос, за словами командира батальйону Андрія Тетерука, було зроблено на проходженні вогневої, тактичної та медичної підготовки.
З липня 2014 року бійці підрозділу беруть активну участь у бойових діях у найгарячіших точках зони проведення АТО на Донеччині: Слов'янськ, Попасна, Дзержинськ, Майорське, Зайцеве.
У серпні 2014 року бійці батальйону «Миротворець» взяли участь у запеклих боях у Іловайську. 23 серпня задачу зачистити Іловайськ вслід за ударами ЗСУ батальйону поставив генерал-лейтанант МВС Сергій Яровий. Напередодні операції з батальйону звільнилося 42 бійця, деяка частина залишалася на базі для охорони майна. Комбат Андрій Тетерук зрозумів складність операції як легку, тривалістю на пів-дня, — так розповідали згодом і бійці батальйону.

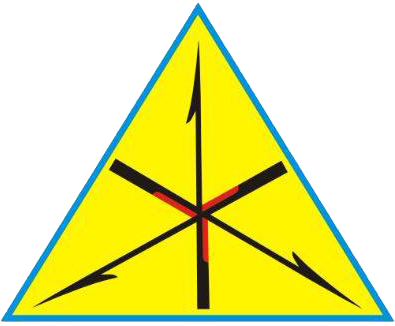
Емблема роти ПСПОП "Гарпун" батальйону "Миротворець"

Наступного дня, 24 серпня о 5:50 ранку, 83 бійця батальйону, а також 3 цивільні медики і 2 журналісти, виїхали на Іловайськ. Група зайшла до міста через Многопілля і зайняла позиції у залізничному депо, що на той час утримувалося силами 25 бійців батальйону «Херсон». 25 серпня зранку командирів Миротворця і Херсону викликав до себе на нараду на територію школи В'ячеслав Власенко, командир Донбасу. Дорогою машину командира Херсону Руслана Сторчеуса було обстріляно, він загинув, запланована нарада так і не відбулася. Наступні дні артилерійські обстріли залізничного депо з 82 мм і 120- мм мінометів змінилися до обстрілів Градами. 29 серпня, під час виходу так званим «зеленим коридором», підрозділ зазнав значних втрат. Під час обстрілу колони українських сил, 10 бійців загинули, 17 — потрапили у полон, 27 — зазнали поранень різного ступеню важкості. За свідченням бійця батальйону Дмитра Сероштана, під час виходу війська практично втратили управління. У зеленому коридорі двічі підбивали автотехніку, якою він виходив — пікап батальйону Дніпро-1, який його підібрав востаннє, підірвався на фугасі, після чого Дмитро виходив посадками. За його словами, в одній з посадок він виявив російський секрет — окоп з бійцями, — куди він кинув єдину гранату що у нього залишилася. Після цього добу виходив до українських сил.

### Полк поліції особливого призначення «Миротворець» 2015-2021 роки
7 серпня 2015 року за наказом МВС України в складі ГУНП в Київській області було створено Полк поліції особливого призначення «Миротворець». До складу підрозділу увійшли бійці батальйонів поліції ГУ МВС України у Київській області: «Миротворець» , «Київщина», «Гарпун» та частина роти «Торнадо» (ГУ МВС у Луганській області). Командиром полку було призначено полковника поліції Хафіза Магеррамовича Рафієва. Після проведення 4-х місяців спеціальної підготовки та бойового злагодження, у грудні 2015 року, полк вирушив для виконання поставлених задач до району проведення АТО. Типові задачі підрозділу були незмінні — боротьба з тероризмом, забезпечення охорони громадської безпеки та порядку, охорона важливих об'єктів державного значення.
За період грудень 2015 — червень 2016, працівниками полку здійснено 15 бойових виходів (зачисток) щодо виявлення та локалізації учасників бандформувань в районах розмежування з лінією фронту, під час яких затримано 51 особу, що у той період проходили службу безпосередньо в лавах військових формувань ДНР-ЛНР та брали участь у знищенні військовослужбовців Збройних Сил, а також — 200 осіб причетних до незаконних військових формувань (ЛНР-ДНР, проросійської громадської організації «Мир Луганщині»).
Водночас, у період з грудня 2015 року і по теперішній час, бійці полку несуть службу у ряді населених пунктів Київщини, забезпечуючи охорону громадського порядку під час проведення масових заходів (свята, мітинги, волевиявлення громадян, масові поминальні заходи), патрулювання у 8 районах Київської області.
Також співробітники полку беруть участь у спецопераціях по боротьбі з організованою злочинністю.
7 червня 2016 року бійці «Миротворця», спільно з колегами з обласного Управління боротьби зі злочинами, пов'язаними з торгівлею людьми, обласної поліції, слідчого управління та обласної прокуратури, успішно провели масштабну спецоперацію з ліквідації злочинної організації, що функціонувала з 2013 року. Координацію діяльності та загальне керівництво вказаного злочинного угрупування здійснювало 10 осіб, в підпорядкуванні яких було понад 40 повій та 10 приміщень, де надавались послуги сексуального характеру з цілодобовою охороною. Місячна виручка від протизаконної діяльності складала понад 700 тисяч гривень. Цілодобову охорону притонів забезпечували близько 50 охоронців, оснащених засобами спеціального захисту та зброєю.
У ході операції вилучено: автотранспортні засоби, мисливську та холодну зброю, наркотичні речовини, затримано кілька десятків підозрюваних. 
З квітня 2016 року роботу патрульних поліцейських області посилюють бійці полку особливого призначення «Миротворець», які мають за плечима чималий бойовий досвід служби у гарячих точках Донбасу: Горлівка, Авдіївка, Зайцеве, Щастя, Іловайськ.
Спільні патрулі цілодобово несуть службу з охорони громадського порядку, безпеки на дорогах та протидії злочинності у різних районах області. Щодоби кожен екіпаж відпрацьовує у середньому 15-20 звернень громадян, серед яких: пограбування, розбійні напади, угон автотранспорту, вуличні розбірки із застосуванням холодної та вогнепальної зброї, масові бійки, побутові конфлікти, дорожньо-транспортні пригоди, розповсюдження наркотичних речовин та інше.
Також спільно з колегами оперативних підрозділів, поліцією різних районів області, бійці «Миротворця» беруть активну участь у спецопераціях, оперативно-профілактичних заходах, протидіють спробам рейдерських захоплень підприємств на території Київщини.
Лише за жовтень 2016 року, співробітники полку, які перебувають на ротації, взяли участь у спільних спецопераціях з ліквідації організованого злочинного угрупування, що спеціалізувалося на пограбуванні елітних помешкань на Київщині та у столиці. А також — були задіяні в ряді оперативних спецзаходів з припинення незаконної діяльності гральних закладів на території різних районів області. Зокрема, зупинили спроби рейдерських захоплень приватних підприємств у місті Бучі та у селі Крюковщина Києво-Святошинського району Київської області.
29 липня 2017 року голова Національної поліції України Сергій Князєв повідомив, що наразі у Нацполіції розробляється план змін у роботі полку поліції «Миротворець», у подальшому також буде змінено формат несення служби поліцейськими у районі проведення антитерористичної операції. Князев наголосив, що відтепер, окрім патрулювання та виїздів на спецоперації, перед підрозділом поліції «Миротворець» буде стояти більше задач. Полк залучатимуть до більшої кількості операцій, зокрема, що стосуються патрулювання у складі груп швидкого реагування. Також голова Нацполіції зазначив, що безцінний досвід отриманий спецпідрозділом у зоні проведення бойових дій стане в пригоді у боротьбі зі злочинністю на території Київщини.
17 серпня 2017 року під Києвом близько двохсот спецпризначенців полку «Миротворець» ліквідували мережу борделів, в системі якої послуги надавали 35 проституток. 200 обласних правоохоронців, з числа оперативників Управління боротьби зі злочинами, пов'язаними з торгівлею людьми, бійців Полк поліції особливого призначення «Миротворець», Васильківських поліцейських та співробітників Прокуратура Київської області, провели масштабну спецоперацію та затримали організаторів злочинного бізнесу. Мережа борделів, в якій надавалися різноманітні сексуальні послуги, функціонувала упродовж 3-х років. Окрім цього, там клієнтам збували наркотичні засоби «метадон» та «амфетамін». Затримано 12 осіб — 53-річний організатор, диспетчери та водії-охоронці, які доставляли повій за адресами, забезпечували їх охорону та виконували функцію інкасаторів. Місячна виручка злочинців сягала понад 1 мільйон гривень.

### Батальйон поліції «Миротворець» 2021-2024 роки
В 2021 році полк був реорганізований в батальйон, а його бійці продовжили цілодобово нести службу у зоні Операції об'єднаних сил та підтримують мир на сході України. 
Після 24 лютого 2022 року бійці батальйону «Миротворець» були завлучені для захисту громадян від повномаштабного вторгнення російських військ у Київській області.
11 червня 2022 року, з метою виконання бойових (спеціальних) завдань у взаємодії з підрозділами Міністерства оборони України, Національної гвардії України, Державної прикордонної служби України та іншими складовими сил оборони з відсічі і стримування збройної агресії російської федерації, забезпечення своєчасного реагування на зміни в оперативній обстановці, було розгорнуто роботу Управління сил поліцейських операцій в складі оперативно-стратегічного угруповання військ «Хортиця». Під керівництво вказаного вище управління увійшли полки «Київ» та «Дніпро-1», а також батальони «Миротворець» та «Львів».
Після відступу росіян з Київської області, батальйон «Миротворець» був відправлений для захисту держави в Харківську область, а потім — до Луганської і Донецької областей. Зокрема, у взаємодії з іншими підрозділами Сил оборони, брав участь в обороні міста Бахмут в Донецькій області України.
26 лютого 2024 року стало відомо, що особовий склад батальйону «Миротворець» увійшов до одного з полків Об'єднаної штурмової бригади Нацполіції «Лють».

## Меморіал загиблим поліцейським в АТО
У Боярці, що на Київщині, відкрили меморіальний комплекс на честь працівників Головного управління Національної поліції у Київській області, які загинули під час виконання службових обов'язків у районі проведення АТО. Меморіал відкрили на базі розташування полку поліції особливого призначення «Миротворець». З нагоди відкриття меморіального комплексу відбувся мітинг-реквієм, у якому взяли участь міністр внутрішніх справ України Арсен Аваков, т.в.о. глави Національної поліції України Вадим Троян, нардеп від «Народного фронту» Тетяна Чорновол та керівництво апарату Ради національної безпеки і оборони України.

## Цікаві факти

### Батальйон «Миротворець»
Командир батальйону «Миротворець» Андрій Тетерук під час обміну бойовим досвідом з керівництвом новостворюваного батальйону «Донбас» наголосив на основних тактичних помилках, яких припускаються бійці, задіяні в Антитерористичній операції на Донбасі
Керівництво медичною службою батальйону «Миротворець» здійснював доктор медичних наук, професор, полковник міліції Всеволод Стеблюк.
13 червня 2014 року у Львові активісти «Швидкої медичної допомоги Майдану» обладнали та передали для потреб батальйону «Миротворець» автомобіль невідкладної медичної допомоги, укомплектований необхідними медикаментами для зони бойових дій. Спорядження, автомобіль та ліки були придбані за кошти, зібрані свого часу для потреб Майдану.
У серпні 2014 року для потреб батальйону «Миротворець» за кошти, зібрані волонтерами усього упродовж 10 днів, придбали армійський всюдихід, який було переобладнано під санітарну машину. Автомобіль було названо на честь лікарської рослини — «Червоною рутою», і він дозволяє одночасно вивозити з поля бою двох поранених бійців. Бійці назвали автомобіль «Жужа». Жужа стала єдиною машиною, що вціліла після розгрому колони на виході з Іловайського котла. Саме на Жужі лікарем Всеволодом Стеблюком з товаришами Віталієм Мариненко та Михайлом Криловим було врятовано десятки поранених бійців.
20 жовтня 2014 року працівникам батальйону було виділено 32 службові квартири.

### Полк «Миротворець»
Окрім тактико-спеціальної та вогневої підготовки, бійці полку постійно удосконалюють навички з рукопашного бою та самооборони. Одним з наставників «миротворців» з рукопашного бою є колишній Чемпіон Європи та срібний призер Чемпіонату світу з рукопашного бою, нині співробітник полку — Іван Сацик.

## Втрати
- Макідон Віктор Михайлович, прапорщик міліції, загинув 22 липня 2014 року.
- Єщенко Віктор Васильович, полковник міліції, старший інспектор, загинув 29 серпня 2014 року.
- Співачук Олександр Володимирович, майор міліції, старший інспектор, загинув 29 серпня 2014 року.
- Цуркан Дмитро Володимирович, майор міліції, старший інспектор, загинув 29 серпня 2014 року.
- Халус Руслан Петрович, капітан міліції, старший інспектор, загинув 29 серпня 2014 року.
- Горай Олексій Зигмундович, лейтенант міліції, старший інспектор, загинув 29 серпня 2014 року.
- Набєгов Роман Валерійович з позивним «Шаман», молодший лейтенант міліції, старший інспектор, загинув 29 серпня 2014 року.
- Назаренко Дмитро Миколайович з позивним «Коваль», сержант міліції, міліціонер-кінолог, загинув 29 серпня 2014 року.
- Катрич В'ячеслав Степанович, сержант міліції, загинув 29 серпня 2014 року.
- Єсипок Андрій Анатолійович, молодший сержант міліції, загинув 29 серпня 2014 року.
- Сухенко Максим Володимирович з позивним «Трассер», молодший сержант міліції, загинув 29 серпня 2014 року.
- Гордійчук Микола Миколайович з позивним «Гризун», молодший сержант міліції, загинув 22 липня 2015 року.
- Бірюков Євген Андрійович з позивним «Кемпфер», молодший сержант міліції, загинув 23 липня 2015 року.
- Ільницький Олександр Йосипович з позивним «Барні», капітан поліції, загинув 9 січня 2016 року.
- Іванета Віктор Станіславович, сержант поліції, загинув 23 червня 2016 року[24].
- Солом'яний Іван Іванович, старший сержант поліції, загинув 1 січня 2019[25]